# Чебраїлс Макрецкіс
Чебраїлс Макрецкіс (латис. Čebrails Makreckis, нар. 10 травня 2000, Аахен) — латвійський футболіст, півзахисник угорського клубу «Ференцварош».
Виступав, зокрема, за клуб «Боруссія» II, а також юнацьку збірну Латвії.
Чемпіон Угорщини.

## Клубна кар'єра
Народився 10 травня 2000 року в місті Аахен.
У дорослому футболі дебютував 2019 року виступами за команду «Боннер», у якій провів один сезон, взявши участь у 20 матчах чемпіонату. 
Своєю грою за цю команду привернув увагу представників тренерського штабу клубу «Боруссія» II, до складу якого приєднався 2020 року. Відіграв за дублерів дортмундського клубу наступні два сезони своєї ігрової кар'єри.
Згодом з 2022 по 2023 рік грав у складі команд «Вікторія» (Берлін) та «Пірін» (Благоєвград).
До складу клубу «Ференцварош» приєднався 2023 року. Станом на 12 серпня 2024 року відіграв за клуб з Будапешта 33 матчі в національному чемпіонаті.

## Виступи за збірну
У 2018 році дебютував у складі юнацької збірної Латвії (U-19), загалом на юнацькому рівні взяв участь у 7 іграх, відзначившись одним забитим голом.

## Титули і досягнення
- Чемпіон Угорщини (2):

«Ференцварош»: 2023-24, 2024-25